# Foley (Minnesota)
Foley é uma cidade localizada no estado americano de Minnesota, no Condado de Benton.

## Demografia
Segundo o censo americano de 2000, a sua população era de 2154 habitantes.
Em 2006, foi estimada uma população de 2363, um aumento de 209 (9.7%).

## Geografia
De acordo com o United States Census Bureau tem uma área de
4,9 km², dos quais 4,9 km² cobertos por terra e 0,0 km² cobertos por água. Foley localiza-se a aproximadamente 346 m acima do nível do mar.

## Localidades na vizinhança
O diagrama seguinte representa as localidades num raio de 24 km ao redor de Foley.